# Hispanoamérica
Hispanoamérica es el conjunto de países americanos de lengua mayoritariamente española. Su gentilicio es «hispanoamericano». La región está integrada por 19 países: Argentina, Bolivia, Chile, Colombia, Costa Rica, Cuba, Ecuador, El Salvador, Guatemala, Honduras, México, Nicaragua, Panamá, Paraguay, Perú, República Dominicana, Uruguay, Venezuela y Puerto Rico. El grupo étnico de hispanos o latinos en Estados Unidos proviene de la migración hispanohablante y de la población anexionada de antiguos territorios mexicanos, sin que Estados Unidos sea parte de Hispanoamérica.
El término «Hispanoamérica» tuvo su origen durante la emancipación y aparece plenamente asentado en la segunda mitad del siglo XIX. Hispanoamérica está integrada actualmente por diecinueve países que suman una población total superior a 420 millones de habitantes. En la mayoría de ellos, el español es idioma oficial o cooficial. En varios países de población hispanoamericana el idioma español coexiste junto a otras lenguas europeas como el inglés, portugués o francés y las diversas lenguas indígenas de origen prehispánico, como el guaraní, el aimara, el quechua, el náhuatl, o el maya. La religión predominante en Hispanoamérica es el cristianismo, especialmente el catolicismo.
El término difiere del de Iberoamérica, que comprende las naciones americanas y europeas que tienen como idioma oficial o cooficial tanto el español como el portugués solamente. También es diferente al concepto de América Latina o Latinoamérica, que agrupa los países al sur de los Estados Unidos de América, incluyendo el Caribe, donde predominan el idioma español, portugués o francés.
Según el Diccionario panhispánico de dudas, Hispanoamérica es «el conjunto de países americanos de lengua española», por tanto excluye a los estados americanos «en los que la lengua oficial no es el español». «Su gentilicio, hispanoamericano, se refiere estrictamente a lo perteneciente o relativo a la América española y no incluye, por tanto, lo perteneciente o relativo a España».

## Países hispanoamericanos
Los diecinueve países pertenecieron al Imperio español, de ahí la difusión del idioma, como en Puerto Rico, donde el español es cooficial con el inglés; no obstante, el español es el idioma más utilizado en la isla caribeña. Los países hispanos de Sudamérica cuentan con una superficie estimada en más de 8,8 millones de kilómetros cuadrados, casi 50 % del territorio sudamericano, equivalente al quinto país más grande del mundo en área total, lo cual desplaza a Brasil al sexto lugar. En total, los países hispanoamericanos suman la segunda entidad más grande por extensión sin incluir los territorios antárticos reclamados por Chile y Argentina que son mucho más de un millón de kilómetros cuadrados.
| País                 | Población   | Extensión (km²) | Porcentaje de hablantes nativos de español (2024) | PIB (PPA) (2018) | PIB (nominal) (2018) |
| -------------------- | ----------- | --------------- | ------------------------------------------------- | ---------------- | -------------------- |
| Argentina            | 46 234 830  | 2 780 400       | 98,72 %                                           | 927 382          | 488 213              |
| Bolivia              | 12 244 159  | 1 098 581       | 80,50 %                                           | 69 979           | 29 802               |
| Chile                | 19 658 835  | 756 102         | 95,59 %                                           | 410 277          | 276 975              |
| Colombia             | 52 216 000  | 1 141 748       | 98,08 %                                           | 641 532          | 381 822              |
| Costa Rica           | 5 278 000   | 51 100          | 98,96 %                                           | 71 211           | 49 621               |
| Cuba                 | 11 019 931  | 110 860         | 99,15 %                                           | 211 946          | 125 000              |
| República Dominicana | 10 709 000  | 48 670          | 94,90 %                                           | 135 738          | 60 765               |
| Ecuador              | 17 980 083  | 283 561         | 93,70 %                                           | 181 950          | 94 144               |
| El Salvador          | 6 365 000   | 21 041          | 99,88 %                                           | 50 903           | 24 512               |
| Guatemala            | 18 124 838  | 108 889         | 75,90 %                                           | 118 655          | 54 383               |
| Honduras             | 10 475 000  | 112 492         | 95,12 %                                           | 38 946           | 18 813               |
| México               | 129 739 759 | 1 972 550       | 94,18 %                                           | 2 143 499        | 1 258 544            |
| Nicaragua            | 6 823 613   | 130 373         | 97,00 %                                           | 29 850           | 11 272               |
| Panamá               | 4 510 000   | 75 320          | 86,38 %                                           | 76 953           | 47 473               |
| Paraguay             | 7 052 983   | 406 752         | 67,31 %                                           | 57 866           | 28 333               |
| Perú                 | 33 845 617  | 1 285 216       | 86,02 %                                           | 486 510          | 275 308              |
| Puerto Rico          | 3 205 691   | 9 100           | 95,10 %                                           | 107 661          | 101 034              |
| Uruguay              | 3 338 081   | 176 215         | 99,13 %                                           | 69 777           | 56 345               |
| Venezuela            | 28 300 854  | 916 447         | 97,40 %                                           | 545 704          | 373 978              |
| Totales              | 427 122 274 | 11 485 417      | 92,26 % (media)                                   | 6 274 698 (4.º)  | 3 689 675 (4.º)      |

## Historia
La colonización española de América fue un proceso conocido como descubrimiento y civilización, que implicó el desarrollo humano, la socialización e imposición de la cultura española en los territorios americanos bajo su dominio. Este proceso se inició cuando la Corona española anexó los vastos territorios del continente americano, junto con sus poblaciones nativas, lo que contribuyó a la expansión del Imperio español.[cita requerida]

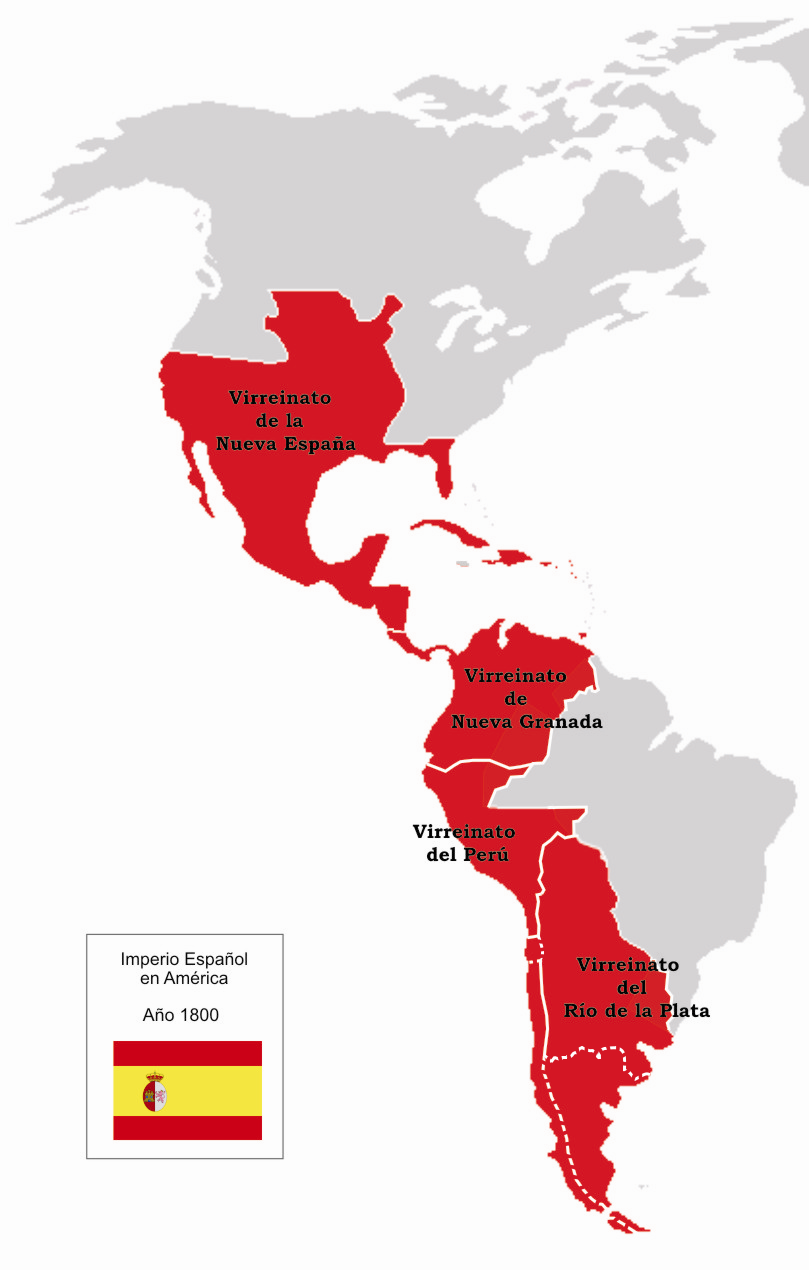
Virreinatos españoles en América (1800)

El desarrollo fue parte de procesos históricos más amplios, denominados conquista, mercantilismo, colonialismo e imperialismo, de manera que la colonización europea de América afectó a una considerable cantidad de territorios y pueblos indígenas en América entre los siglos XVI y XX. En los aspectos más negativos de su dinámica colonial, el imperio español, para sostenerse frente a otras potencias europeas, despobló España y consumió las riquezas que el transporte español añadió en Europa al oro y plata de América. Ya que en América el oro y la plata no tenían ningún valor comercial en las sociedades amerindias ni fuera del trueque, tampoco otros recursos naturales, añadidos por el comercio español a lo largo de su permanencia. Por otro lado, existe un apasionado debate sobre la destrucción de las culturas originarias de América provocada por la colonización española. Durante la conquista de América se produjo un colapso demográfico de la población indígena. Las razones del mismo se encuentran en debate, por lo que se distinguen las corrientes que lo atribuyen a un efecto no deseado de enfermedades epidémicas traídas por los colonizadores europeos, de aquellas que sostienen que se trató de un genocidio, originado en el trato dado a los indígenas.

Existieron proyectos españoles para la independencia de América que no pudieron llevarse a la práctica, y, a partir de 1808, con la caída del monarca Fernando VII y el comienzo de la transformación de España en un Estado liberal en 1812, dio comienzo la desmembración violenta del Imperio español en América. Los territorios americanos bajo dominio español, convertidos en Repúblicas, iniciaron sus luchas de emancipación y algunos actos de expulsión de los españoles de América. Las islas de Cuba y Puerto Rico, bajo soberanía de España, en el año 1898 se separaron por la intervención militar de los Estados Unidos, y fueron las últimas posesiones coloniales españolas de América en organizarse como Estados independientes.

## Demografía

### Etnografía
Desde un punto de vista etnográfico, la población de Hispanoamérica se diferencia de país en país, e incluso en cada área geográfica. En algunos su base poblacional está constituida por los pueblos originarios provenientes del Asia oriental que descubrieron o poblaron el continente entre 25 000 y 14 000 años A.C, en otros por migrantes provenientes de Europa y el continente africano (como es el caso de República Dominicana).
A fines del siglo XV los europeos iniciaron la conquista, colonización y sometimiento de las sociedades indígenas. En Hispanoamérica fue principalmente el Imperio español el encargado de conquistar y colonizar el territorio. La presencia de conquistadores españoles, mayoritariamente hombres, produjo un primer intercambio sexual entre etnias europeas (principalmente españolas) y etnias indígenas. En el siglo XVI se produjo una gran disminución de la población indígena, que llevó a los españoles a ingresar personas de diversas etnias del África subsahariana, secuestradas en sus tierras y llevadas forzosamente bajo un régimen esclavista. Las etnias africanas también se mezclaron en Hispanoamérica con las diversas etnias europeas (principalmente españolas) y las diversas etnias indígenas.
Entre los siglos XIX y XX se produjo una gran ola de migración hacia Hispanoamérica, que incluyó a diversas etnias europeas y un número reducido de asiáticas (gallegos, vascos, irlandeses, catalanes, castellanos, genoveses, franceses, calabreses, napolitanos, vénetos, sicilianos, lombardos, polacos, alemanes, rusos, árabes, armenios, judíos, japoneses, chinos, entre otras mayormente europeas), cuya proporción varía de país a país. Estas etnias euro-asiáticas también se mezclaron con las etnias presentes en los países hispanoamericanos, lo que dio origen a nuevas etnias que preservan en mayor o menor grado los aportes étnicos que las originaron.
Finalmente las migraciones entre países hispanoamericanos, también han producido intercambios sexuales, entre etnias de países hispanoamericanos, latinoamericanos y angloamericanos.
La diversidad étnica hispanoamericana ha sido objeto de fuertes actos de discriminación racista, desde que el Imperio español impuso en el siglo XVI una ordenación jerárquica de la población según "raza" y "cruzas" o "castas", denominado sistema de castas colonial, cuyas clasificaciones, si bien han sido abolidas legalmente, aún no han desaparecido del uso consuetudinario, como sucede con las expresiones "blanco", "mestizo" y "mulato".

#### Indígenas

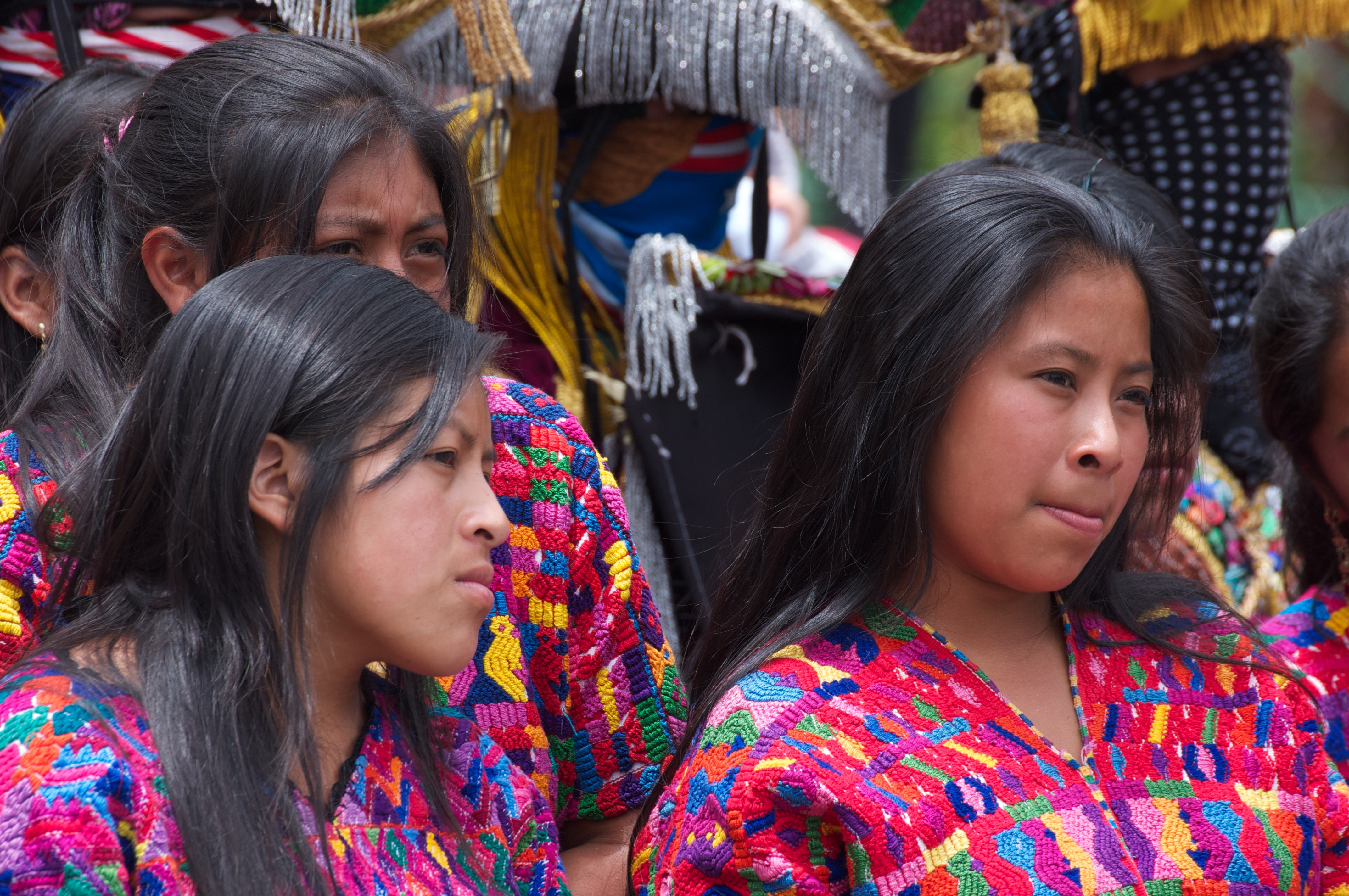
Mujeres mayas en Guatemala.

Se denomina indígenas u originarios a los pueblos y naciones existentes a la llegada de los europeos a América. Poblaciones provenientes de Asia entraron a través del estrecho de Bering durante la última glaciación, hace unos 25 000 años, y colonizaron los cuatro subcontinentes. El único país donde el porcentaje de indígenas es el mayor componente de la población es Bolivia, mientras en Guatemala componen entre el 40–45 %. Existen significativas comunidades indígenas en Perú, México, Nicaragua, Honduras, El Salvador, Ecuador y Panamá. Por último, hay minorías en Venezuela, Colombia, Chile y Argentina. La cultura de los indígenas de América varía enormemente. La lengua, la vestimenta y las costumbres varían bastante de una cultura a otra. Esto se debe a la extensa distribución de los americanos y a las adaptaciones a las diferentes regiones de América. Por ejemplo, debido a la región semi-desértica, los chichimecas de Aridoamérica nunca llegaron a formar una civilización como las de Mesoamérica, sus vecinos al sur. Como consecuencia de esto, los chichimecas formaron una cultura basada en la práctica de nomadismo. Aunque los aztecas e incas formaron civilizaciones extensas y ricas, la vestidura de ambos dependía mucho del clima de sus tierras. En Mesoamérica, donde el clima es más caliente, solían usar menos vestimenta que los habitantes de la cordillera de los Andes. Aun así, hay algunas características culturales que la mayoría de los indígenas americanos practicaban.

#### Antepasados de diversos orígenes étnicos

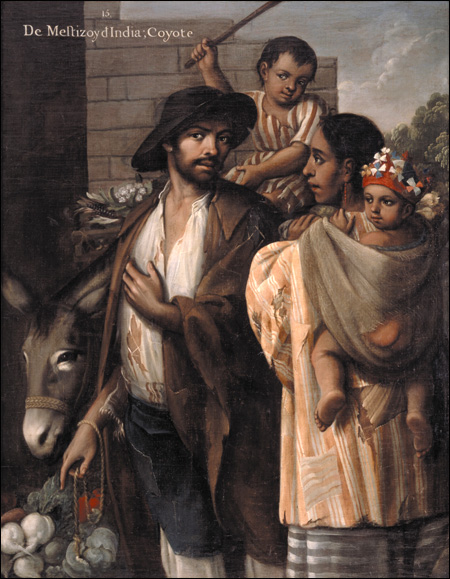
Un hombre mestizo y su esposa india, Virreinato de Nueva España 1763, por Miguel Cabrera.

El Imperio español utilizó una serie de denominaciones para clasificar a la población americana y atribuirle privilegios y deberes según la pertenencia de cada persona. Dentro de ese sistema la denominación de «mestizo» se aplicó a la persona que era resultado del cruce entre la "raza blanca" (por española o europea) y la "raza india" (por indígena). La Real Academia Española recoge la palabra definiéndola como el que nace de padre y madre de razas diferentes, en especial de hombre blanco e indígena, o de hombre indígena y mujer blanca, a pesar de que en el último siglo el término raza ha caído en desuso en ámbitos académicos y fue sustituido por el concepto de etnia. A pesar de la condena universal al racismo la categoría sigue siendo utilizada por algunas personas y algunos estudios, en muchos casos sin rigor alguno. La utilización de la categoría "mestizo" y otras categorías provenientes de clasificaciones racistas de la población como "zambo" o "mulato" ha sido cuestionada como racismo por varios estudios.

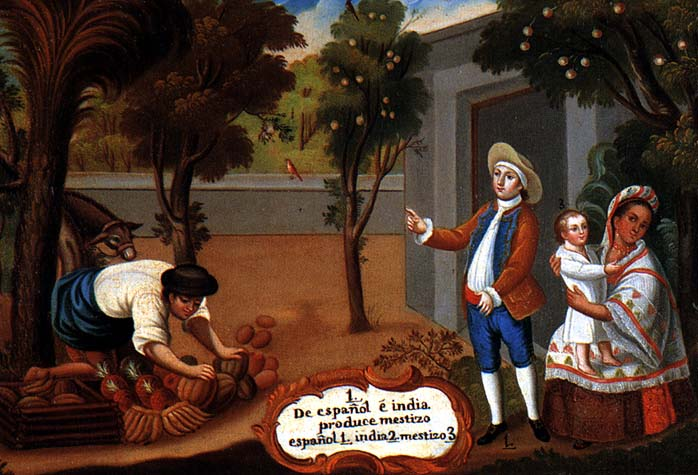
Una representación de mestizos en una "Pintura de Castas" de la era colonial. "De español e india produce mestizo".

En el término mestizo hay cierta imprecisión, ya que en castellano se ha aplicado en especial para los individuos resultado del mestizaje entre españoles y amerindios (ya que no hay mucha mención acerca de la mezcla de europeos no ibéricos con indígenas). Se olvida con este uso que una considerable parte del mestizaje en la América hispánica se hizo entre blancos con negros, negros con amerindios o el mestizaje secundario de mestizos con amerindios y negros. Los países con mayor predominio de población mestiza son por orden: Paraguay, Honduras, Ecuador, El Salvador, México, Panamá, Nicaragua, y Perú, aunque estas denominaciones raciales en Hispanoamérica y en el continente americano se utilizan o deberían de utilizarse en sentidos más parciales debido a unas evidentes poblaciones con ancestros de diversas razas no exclusivamente de dos, aplicándose igualmente en términos como zambo o mulato. También existe cifras significativas de población mestiza aunque no mayoritaria en países como Bolivia, Guatemala y República Dominicana.

#### Criollos e inmigrantes
"Criollo" es un término utilizado para distinguir a las personas naturales de América o indígenas de las que fueran descendientes de inmigrantes españoles o de africanos de raza negra. Luego el término fue utilizado para diferenciar a la población nativa de América, de los inmigrantes que llegaron a partir de mediados del siglo XIX.

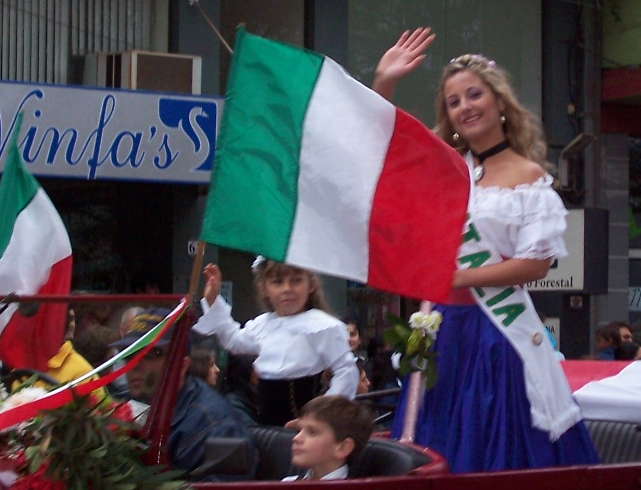
En la imagen, la Reina de belleza de Italia en la Fiesta Nacional del Inmigrante en Oberá, Provincia de Misiones, Argentina.

Algunos sectores sociales de ascendencia europea, oponen "criollo" a "civilizado" o "europeo", asignándole a la condición criolla una carga desvalorizadora y despectiva.
La emigración europea y asiática hacia Hispanoamérica ha albergado un número considerable de personas procedentes de diferentes países; principalmente a Argentina, Colombia, Uruguay, Venezuela, Cuba, México y Chile, donde se concentraron el mayor número de personas procedentes de los países europeos y asiáticos. Las principales diásporas europeas hacia América Latina fueron especialmente italianos, españoles, árabes y judíos en Argentina; españoles en Venezuela, Cuba, Colombia, Costa Rica y México; portugueses a Venezuela y Argentina; italianos en Chile, Uruguay, Venezuela y Perú; alemanes en Argentina, Chile, Venezuela, Bolivia, Perú y Guatemala; franceses en Argentina, Chile y Uruguay; irlandeses en Argentina, Chile y México e ingleses en Argentina, Chile y Perú. Por último croatas en Argentina y Chile.
Recientes estudios genéticos han establecido que grandes sectores de la población tradicionalmente clasificados como "europeos", "blancos" o "criollos", tienen en realidad uno o más antepasados indígenas o africanos. En Argentina por ejemplo, donde se llegó a establecer censalmente en 1947 que más del 100 % de su población era «blanca», recientes estudios genéticos han establecido que más de la mitad de la población tiene al menos un antepasado indígena o africano, generalmente por vía materna (cabe resaltar que no solo ocurre con personas que se denominan blancos, también ocurre con personas que se clasifican como negros o amerindios).
Otras fuentes, sin atenerse a los estudios demográficos, califican a países como Uruguay, Argentina y Costa Rica como países que superan el 80 % de población «blanca».
En Puerto Rico (Estados Unidos) también hay absoluta mayoría criolla, que representa entre el 70-80 % de la población. En países como Cuba, la población blanca llega a representar el 65 %, mientras que en Chile, Venezuela, México y Colombia supera el 50 %.[cita requerida]
Otros países que se presentan como minoría pero visibles son Paraguay, Guatemala y Nicaragua que tienen porcentajes que son entre el 17-20 %, Perú con 15 %, República Dominicana con 14 %, El Salvador y Bolivia 12 % y por último Panamá 10 % (aunque esta última no está muy bien especificada).[cita requerida] Por otra parte países como Ecuador y Honduras son bajas minorías de la población.
En cantidad, los países con mayor número de personas clasificadas como «criollas» son Argentina (aproximadamente 38 millones), México (aproximadamente 20 millones), Venezuela (más de 13 millones) Chile (más de 10 millones), Cuba (más de 7 millones) y Perú (más de 3,5 millones). En Argentina la población clasificada como "blanca" en muchos casos no se corresponde con la clasificada como "criolla", debido a que se trata de descendientes de inmigrantes llegados entre 1850 y 1950, mayoritariamente italianos.

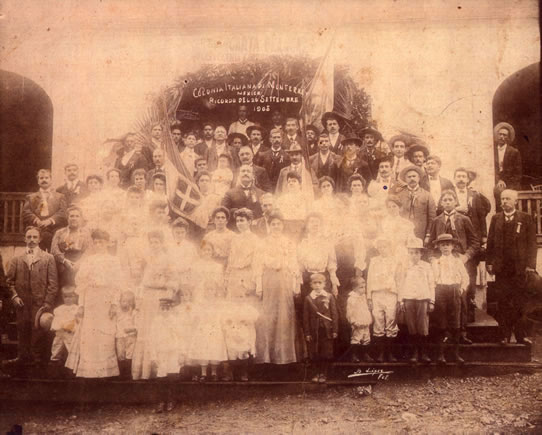
Inmigrantes europeos no ibéricos después del Segundo Imperio Mexicano.

A las reducidas inmigraciones de España y también incluida Portugal durante la conquista y, sobre todo, durante la colonia, se sumaron posteriormente una gran inmigración forzada de africanos subsaharianos, y luego de otros países europeos y asiáticos, principalmente de Italia, Alemania, Reino Unido, Francia, Irlanda y Croacia. Argentina y Uruguay incrementaron notablemente su población recibiendo importantes flujos migratorios provenientes de Europa y Asia a partir de la segunda mitad del siglo XIX, principalmente de Italia, Portugal, España y Alemania. Chile recibió un gran número de inmigrantes principalmente españoles (vascos), con aportes de alemanes, italianos, croatas, franceses, suizos, árabes y británicos, quienes componen la población criolla del país, estimada en un 52,3 %. Por su parte Cuba recibió una considerable inmigración basada, casi en su totalidad, en españoles. Costa Rica, recibió un considerable número de exiliados españoles que escapaban del régimen dictatorial de Francisco Franco, durante la década de 1930, además de otras inmigraciones de Francia, Italia, Holanda, Inglaterra, etc. Se mantiene la hispanidad homogénica entre la población proveniente de la colonia. A principios del siglo XIX, Puerto Rico también recibió inmigración europea, principalmente de la misma España y de Francia. México durante el siglo XIX y el siglo XX también recibió inmigrantes, fundamentalmente exiliados españoles, italianos, franceses, ingleses, alemanes y muy recientemente estadounidenses y canadienses de origen británico y alemán. Colombia recibió inmigración principalmente española y árabe; Paraguay recibió inmigración europea en el siglo XX al igual que Colombia, pero en un flujo mucho menor. Perú recibió inmigración en los siglos XIX y XX, también en flujos menores. Venezuela, que es hoy en día un país multiétnico, tuvo gran inmigración también en el siglo XX, sobre todo de origen español, portugués, italiano y alemán, gracias al crecimiento económico por el descubrimiento del petróleo lo que modificó notablemente su etnografía. La población criolla representa el 43.6 % de la población total del país. Estudios recientes del ADN mitocondrial, solo trasmitido a través de las madres, en la población de fenotipia blanca en estos países revelan que existe también un porcentaje de mestizaje en esta población. Lo que coincide con los datos históricos de predominio de inmigrantes masculinos.

### Comparación con otras entidades políticas
| Pos | Bandera                                  | País           | Población (2024) |
| --- | ---------------------------------------- | -------------- | ---------------- |
| 1   | Bandera de India                         | India          | 1 437 627 700    |
| 2   | Bandera de China                         | China          | 1 408 280 000    |
| 3   | Bandera de Unión Europea                 | Unión Europea  | 449 206 579      |
| 4   | Bandera con Cruz de Borgoña tradicional. | Hispanoamérica | 427 122 274      |
| 5   |                                          | Estados Unidos | 340 110 098      |
| 6   | Bandera de Indonesia                     | Indonesia      | 282 477 584      |
| 7   | Bandera de Brasil                        | Brasil         | 212 600 000      |

### Las 20 ciudades más pobladas

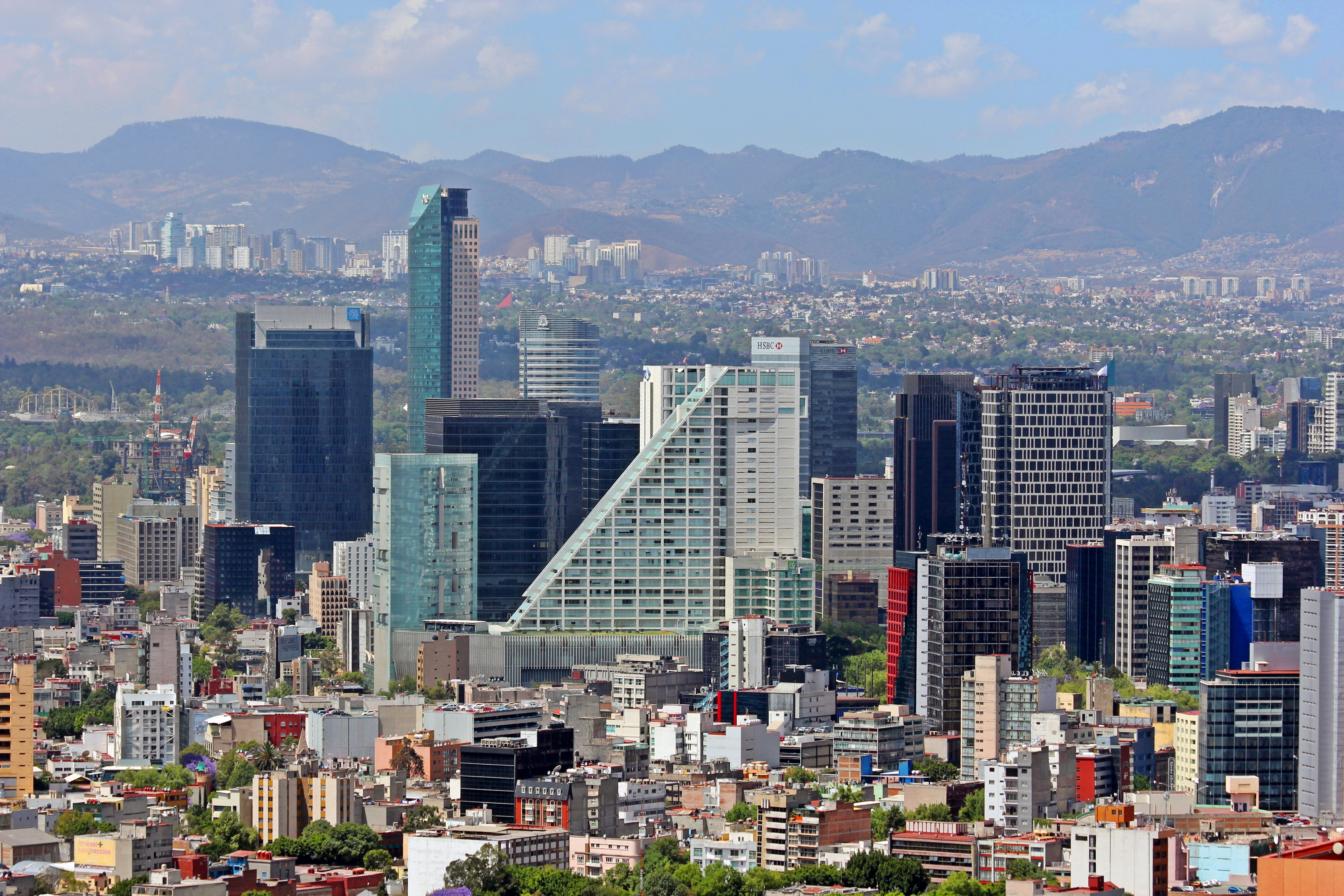
Ciudad de México.

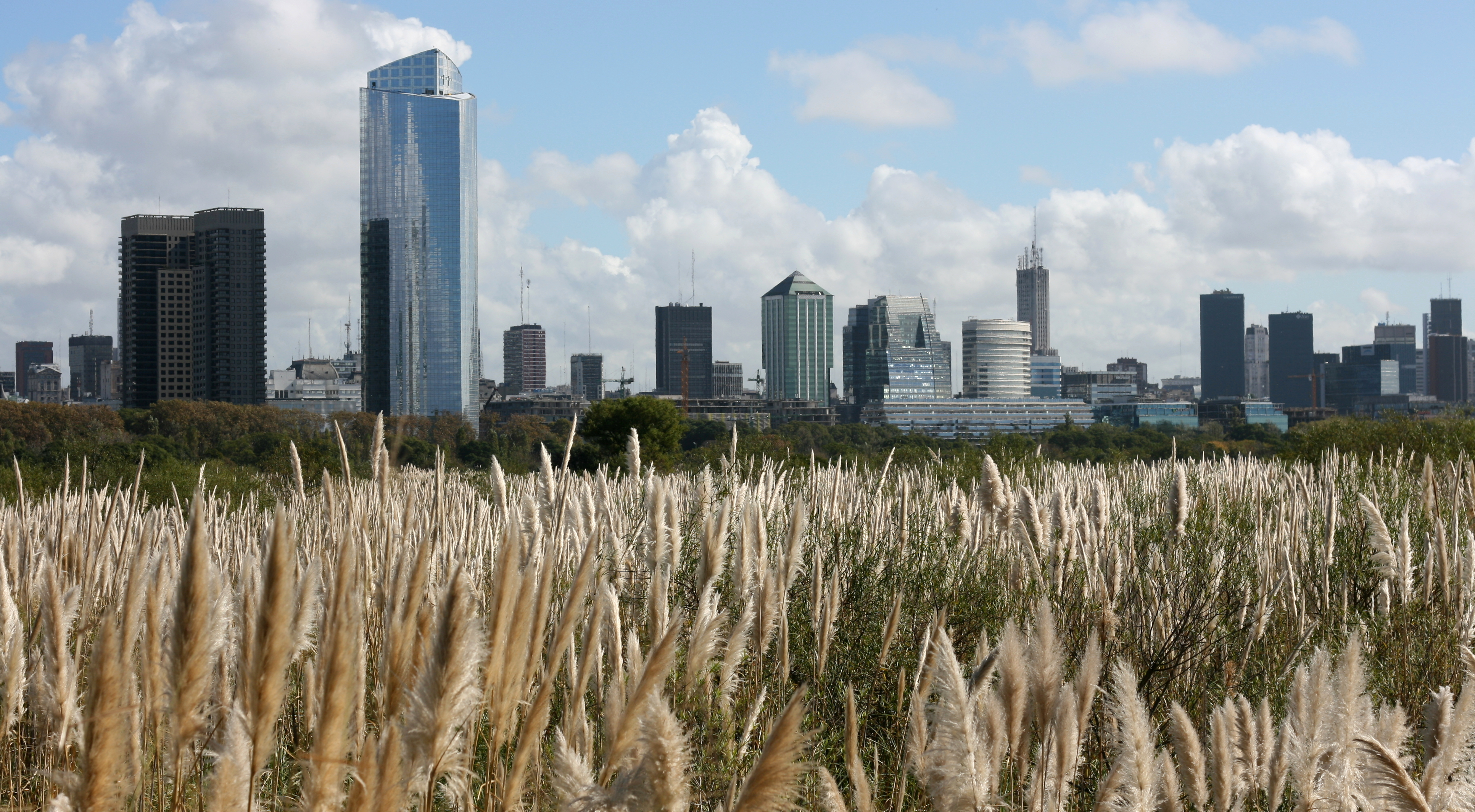
Buenos Aires.

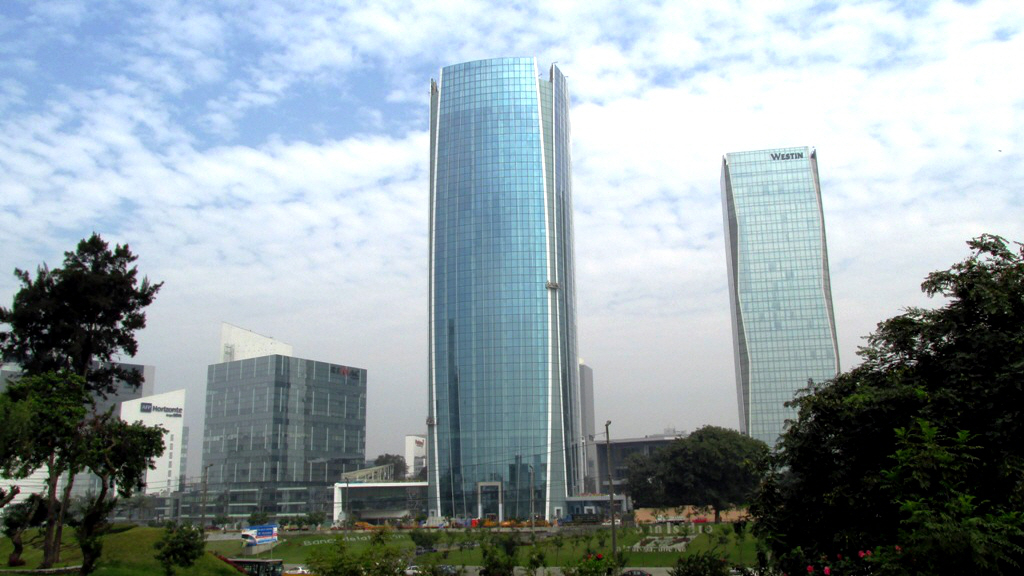
Lima.

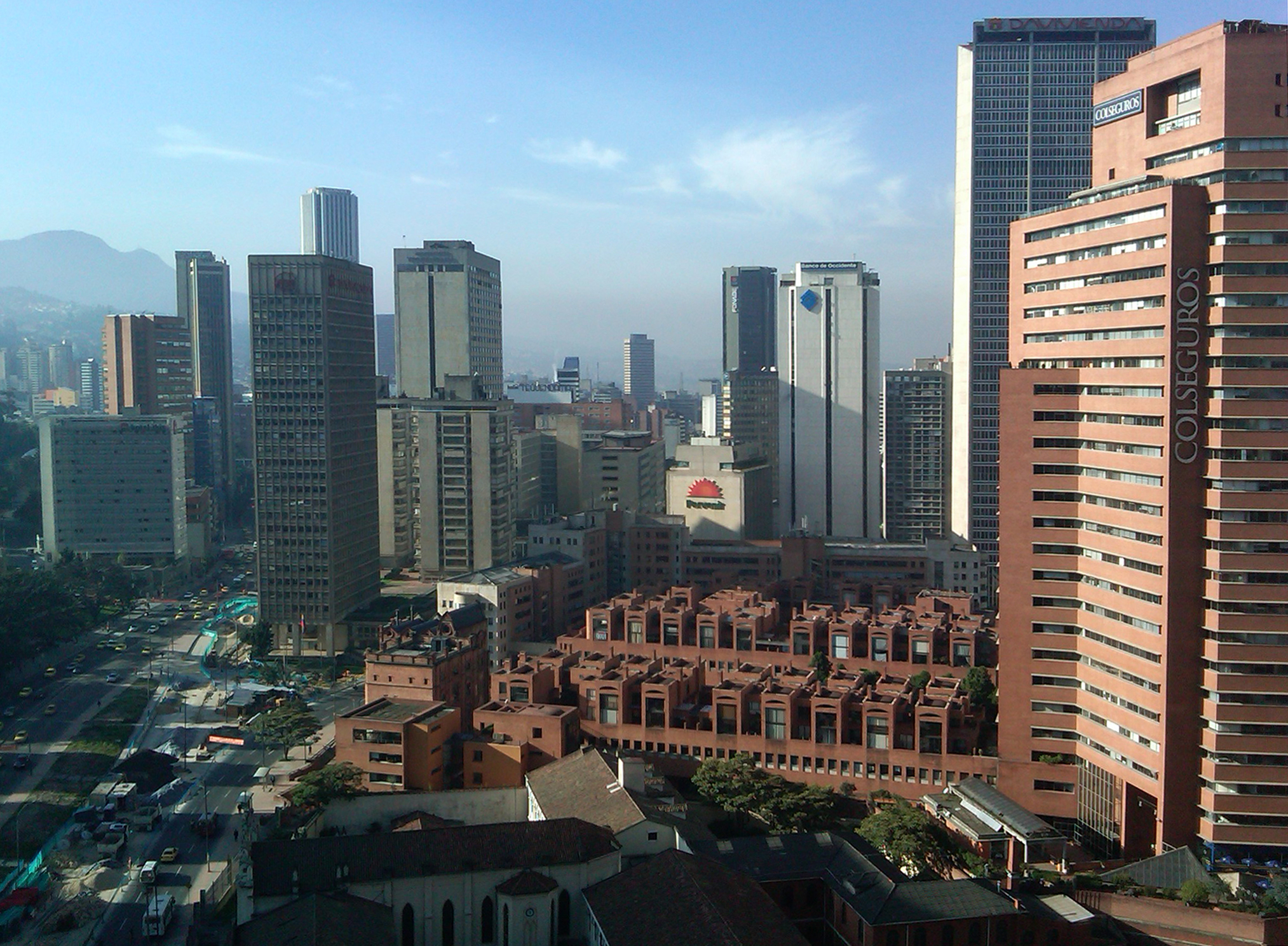
Bogotá.

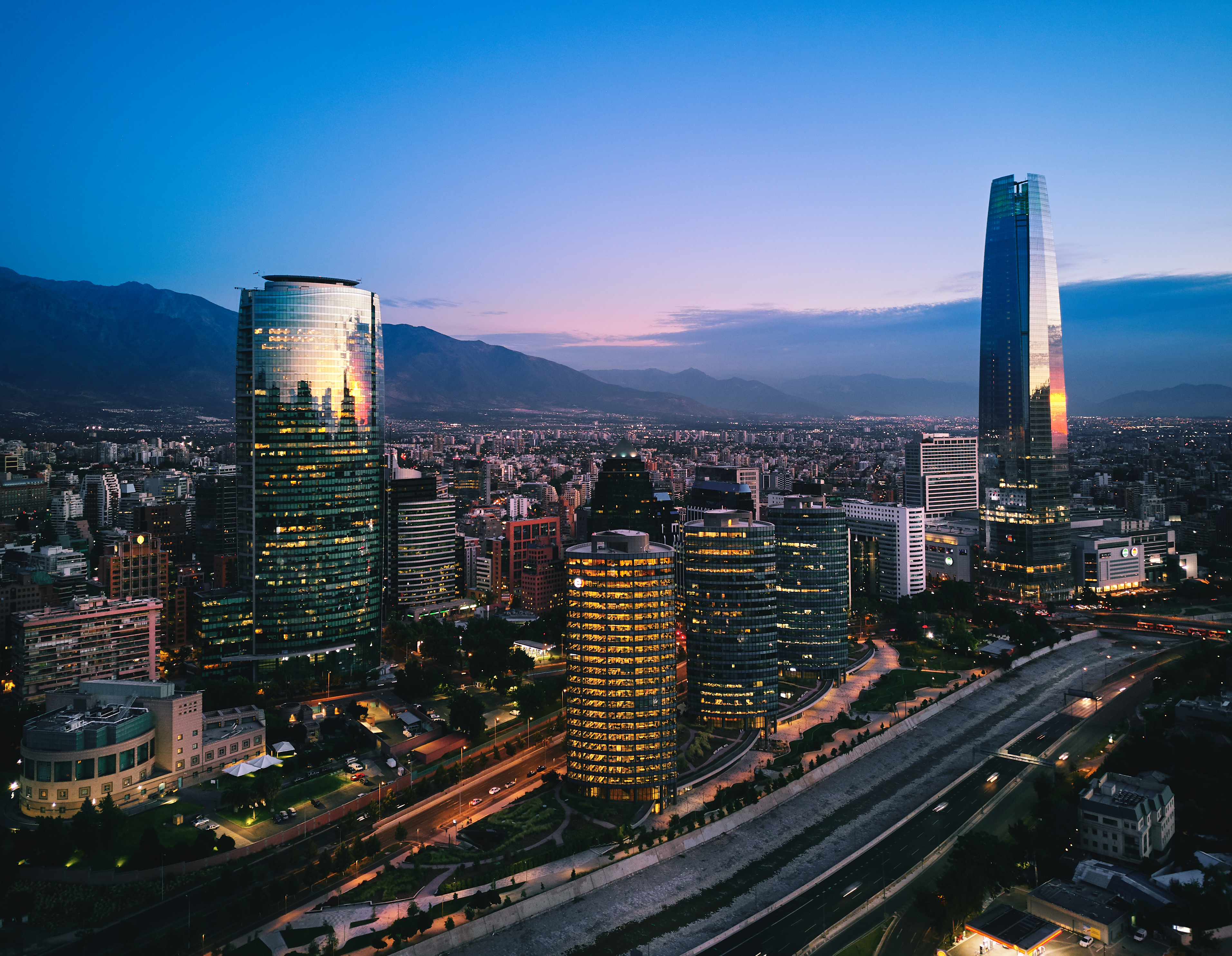
Santiago.

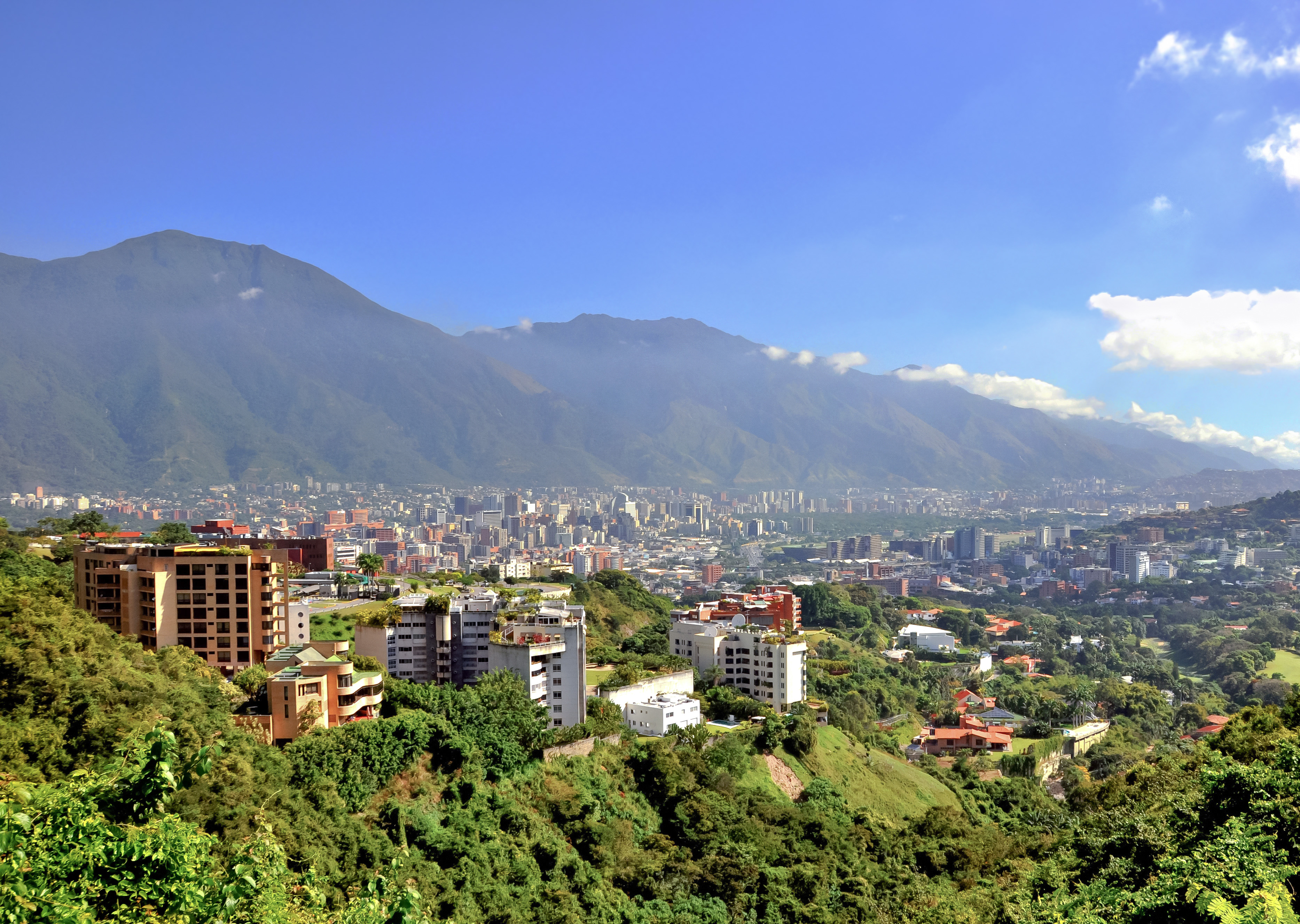
Caracas

| País                 | Ciudad              | Área metropolitana |
| -------------------- | ------------------- | ------------------ |
| México               | Ciudad de México    | 25 100 000         |
| Argentina            | Buenos Aires        | 16 700 000         |
| Perú                 | Lima                | 11 800 000         |
| Colombia             | Bogotá              | 10 400 000         |
| Chile                | Santiago            | 8 250 000          |
| México               | Monterrey           | 6 000              |
| México               | Guadalajara         | 5 850 000          |
| Colombia             | Medellín            | 4 275 000          |
| México               | Puebla              | 4 225 000          |
| República Dominicana | Santo Domingo       | 3 850 000          |
| Venezuela            | Caracas             | 3 825 000          |
| Guatemala            | Ciudad de Guatemala | 3 350 000          |
| Ecuador              | Guayaquil           | 3 300 000          |
| Colombia             | Cali                | 2 950 000          |
| Ecuador              | Quito               | 2 825 000          |
| Venezuela            | Maracaibo           | 2 800 000          |
| México               | Toluca              | 2 625 000          |
| Costa Rica           | San José            | 2 450 000          |
| Cuba                 | La Habana           | 2 225 000          |
| Paraguay             | Asunción            | 2 150 000          |

## Economía de Hispanoamérica
Hispanoamérica es la región del Mundo que más alimentos produce según La Organización de las Naciones Unidas para la Agricultura y la Alimentación (FAO) y es el segundo exportador neto de semillas oleaginosas y aves de corral.

### Índice de Desarrollo Humano (IDH)
| Puesto       | País                 | Índice de desarrollo humano | Índice de desarrollo humano | Índice de desarrollo humano | Índice de desarrollo humano |
| 2021         | País                 | IDH 2021–22                 | IDH 2020                    | Crecimiento 2020–2021       | Crecimiento 2019–2020       |
| IDH Muy Alto | IDH Muy Alto         | IDH Muy Alto                | IDH Muy Alto                | IDH Muy Alto                | IDH Muy Alto                |
| ------------ | -------------------- | --------------------------- | --------------------------- | --------------------------- | --------------------------- |
| 1            | Chile                | 0.855                       | 0.852                       | 0,003                       | 0,001                       |
| 2            | Argentina            | 0.842                       | 0.840                       | 0,002                       | 0,005                       |
| 3            | Costa Rica           | 0.809                       | 0.816                       | 0,007                       | 0,006                       |
| 3            | Uruguay              | 0.809                       | 0.821                       | 0,012                       | 0,004                       |
| 5            | Panamá               | 0.805                       | 0.801                       | 0,004                       | 0,014                       |
| IDH Alto     |                      |                             |                             |                             |                             |
| 6            | República Dominicana | 0.767                       | 0.764                       | 0,003                       | 0,008                       |
| 7            | Cuba                 | 0.764                       | 0.781                       | 0,017                       | 0,002                       |
| 8            | Perú                 | 0.762                       | 0.762                       | 0,000                       | 0,015                       |
| 9            | México               | 0.758                       | 0.756                       | 0,002                       | 0,023                       |
| 10           | Colombia             | 0.752                       | 0.756                       | 0,004                       | 0,011                       |
| 11           | Ecuador              | 0.740                       | 0.731                       | 0,009                       | 0,028                       |
| 12           | Paraguay             | 0.717                       | 0.730                       | 0,013                       | 0,002                       |
| IDH Medio    |                      |                             |                             |                             |                             |
| 13           | Bolivia              | 0.692                       | 0.694                       | 0,002                       | 0,024                       |
| 14           | Venezuela            | 0.691                       | 0.695                       | 0,004                       | 0,016                       |
| 15           | El Salvador          | 0.675                       | 0.672                       | 0,003                       | 0,001                       |
| 16           | Nicaragua            | 0.667                       | 0.654                       | 0,013                       | 0,006                       |
| 17           | Guatemala            | 0.627                       | 0.635                       | 0,008                       | 0,028                       |
| 18           | Honduras             | 0.621                       | 0.621                       | 0,000                       | 0,013                       |

### Pobreza y pobreza extrema en Hispanoamérica
Hispanoamérica en su conjunto, debido al débil desempeño de las economías regionales, cuenta con una pobreza extrema que afectó al 10,2 % de la población en el año 2017. Según reportes de Cepal dicha tasa es equivalente a 62 millones de latinoamericanos y la tasa de pobreza medida por ingreso es del 30,2 % de la población que equivale a 184 millones de personas.
Cepal detalló que los países con la pobreza más baja son aquellos que tienen menor pobreza extrema: Argentina, Chile, Costa Rica y Uruguay quienes tienen tasas por debajo del 5 %. Ecuador, El Salvador, Panamá, Paraguay, Perú y la República Dominicana se ven situados entre el 5 % y el 10 %, mientras que el resto de los países hispanoamericanos tienen tasas de pobreza extrema por encima del 10 %. En el informe nos revela que alrededor del 40 % de la población ocupada de Hispanoamérica recibe ingresos laborales inferiores al salario mínimo establecido por su país, y que dicha proporción es mucho más elevada entre las mujeres (48,7 %) y los jóvenes de 15 a 24 años (55,9 %). Entre las mujeres jóvenes esa cifra alcanza a 60,3 %. Hay una baja participación de las mujeres en el trabajo remunerado la cual contrasta con su alta participación en el trabajo no remunerado para el propio hogar pues en América Latina el 77 % del trabajo no remunerado es realizado por las mujeres, según los datos de las encuestas de uso del tiempo.

### Desigualdad en Hispanoamérica
La desigualdad de ingresos "GINI" se ha reducido en la región desde principios de las décadas del 2000. De 17 países de Hispanoamérica bajó de 0,543 en 2002 a 0,466 en 2017 aunque vale aclarar que el ritmo de reducción se hizo más lento en los años recientes.
|    | Territorio           | Coeficiente Gini | Dif. entre deciles I-X | Dif. entre quintiles I-V | Año  | Fuentes              |
| -- | -------------------- | ---------------- | ---------------------- | ------------------------ | ---- | -------------------- |
| 1  | Uruguay              | 0,380            | 11,1                   | ———                      | 2018 | [ 74 ]               |
| 2  | Cuba [actualizar]    | 0,383            | 9,4                    | ———                      | 2013 | [ 75 ]               |
| 3  | El Salvador          | 0,388            | 35,9                   | ———                      | 2018 | [ 76 ] [ 77 ] [ 78 ] |
| 4  | Argentina            | 0,424            | 9,2                    | ———                      | 2016 | [ 76 ] [ 79 ]        |
| 5  | México               | 0,426            | 18,3                   | ———                      | 2018 | [ 80 ]               |
| 6  | Perú                 | 0,438            | 26,0                   | ———                      | 2016 | [ 76 ] [ 77 ] [ 78 ] |
| 7  | Chile                | 0,444            | 36,3                   | ———                      | 2017 | [ 76 ] [ 77 ] [ 78 ] |
| 8  | Bolivia              | 0,446            | 96,2                   | ———                      | 2016 | [ 76 ] [ 77 ] [ 78 ] |
| 9  | Ecuador              | 0,450            | 28,4                   | ———                      | 2016 | [ 76 ] [ 77 ] [ 78 ] |
| 10 | República Dominicana | 0,453            | ———                    | ———                      | 2016 | [ 76 ] [ 81 ]        |
| 11 | Nicaragua            | 0,462            | ———                    | ———                      | 2014 | [ 76 ] [ 82 ]        |
| 12 | Paraguay             | 0,479            | 41,1                   | ———                      | 2016 | [ 76 ] [ 77 ] [ 78 ] |
| 13 | Guatemala            | 0,483            | 32,6                   | ———                      | 2014 | [ 76 ] [ 83 ]        |
| 14 | Costa Rica           | 0,487            | 32,1                   | ———                      | 2016 | [ 76 ] [ 77 ] [ 78 ] |
| 15 | Honduras             | 0,500            | 106,0                  | ———                      | 2016 | [ 76 ] [ 84 ]        |
| 16 | Panamá               | 0,504            | 36,4                   | ———                      | 2016 | [ 76 ] [ 77 ] [ 78 ] |
| 17 | Colombia             | 0,508            | 52.8                   | ———                      | 2016 | [ 76 ] [ 77 ] [ 78 ] |
| 18 | Venezuela            | 0,510            | ———                    | ———                      | 2019 | [ 85 ] [ 77 ] [ 78 ] |

### Salario promedio
| País                 | Salario medio (en dólares)           | Salario medio (moneda local)         |                                      |
| -------------------- | ------------------------------------ | ------------------------------------ | ------------------------------------ |
| Uruguay              | 1091                                 | 41.300 pesos uruguayos               |                                      |
| Costa Rica           | 867                                  | 469.503 colones                      |                                      |
| Chile                | 837                                  | 681.039 pesos chilenos               |                                      |
| México               | 743                                  | 12.700 pesos mexicanos               |                                      |
| Panamá               | 740                                  | 739,8 balboas                        |                                      |
| Honduras             | 562                                  | 13.900 lempiras                      |                                      |
| Guatemala            | 493                                  | 3.900 quetzales                      |                                      |
| Ecuador              | 490                                  | 489,87 dólares                       |                                      |
| República Dominicana | 402                                  | 22.900 pesos dominicanos             |                                      |
| El Salvador          | 400                                  | 399,89 dólares                       |                                      |
| Bolivia              | 389                                  | 2.700 bolivianos                     |                                      |
| Perú                 | 374                                  | 1.400 soles                          |                                      |
| Colombia             | 336                                  | 1.380.000 pesos colombianos          |                                      |
| Paraguay             | 325                                  | 2.375.000 guaraníes                  |                                      |
| Nicaragua            | 277                                  | 10.200 córdobas                      |                                      |
| Argentina            | 225                                  | 80.435 pesos argentinos              |                                      |
| Venezuela            | 161                                  | 5700.50 Bolivares                    |                                      |
| Cuba                 | 87                                   | 2100 pesos cubanos                   |                                      |
| Promedio región      | 488.83 dólares estadounidenses (USD) | 488.83 dólares estadounidenses (USD) | 488.83 dólares estadounidenses (USD) |

## Situación del idioma español

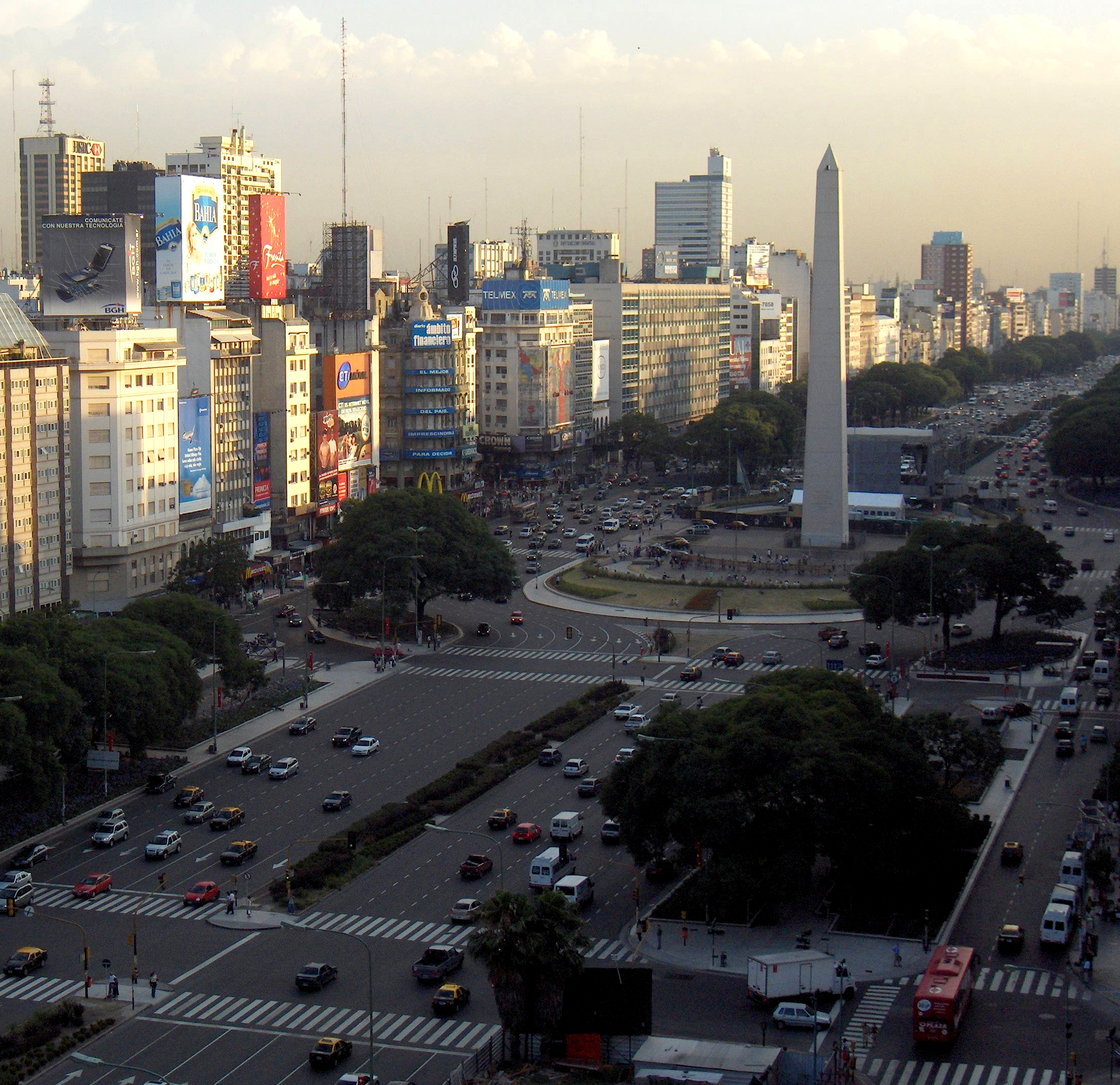
Argentina, el país hispanohablante con mayor extensión territorial.

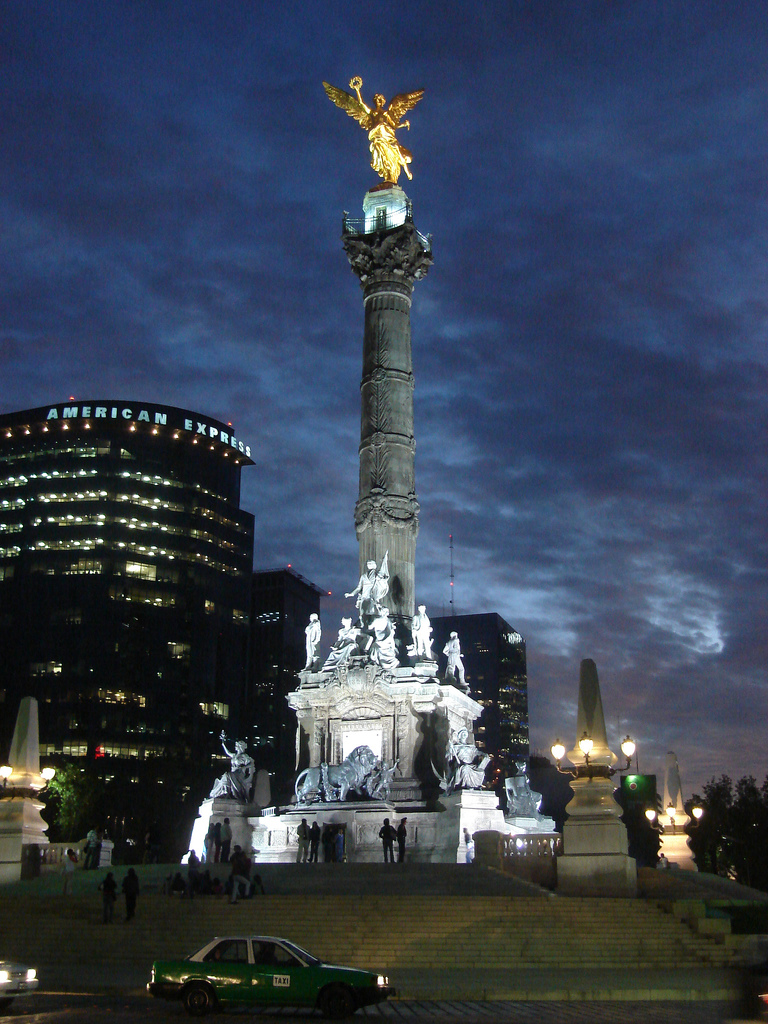
Ciudad de México, la ciudad hispanohablante más poblada.

México es el país con el mayor número de castellano-hablantes con casi una tercera parte del total, seguido por Colombia y en tercera posición Argentina. Dentro de las constituciones de muchos de los países de Hispanoamérica el español goza de lengua oficial, en muchos casos junto con otras lenguas nativas de América. Estos países son: Argentina, Panamá, Costa Rica, Cuba, Bolivia,Colombia, Ecuador, El Salvador, Guatemala, Honduras, Nicaragua, Paraguay, Perú y Venezuela.
Por otro lado hay países que pese ser el español la lengua mayoritaria no tiene consideración de lengua oficial estos son México, Chile, República Dominicana, y Uruguay.
En Puerto Rico (estado libre asociado a los EUA), según los sucesivos plebiscitos del estatus político del país, que se sumaban a lo establecido por la Constitución de 1952, se estableció que «es la garantía permanente de ciudadanía americana, nuestros dos idiomas, himnos y banderas».

### Países no hispanoamericanos con influencia
| 50% | 20% | 5% |
| 30% | 10% | 2% |

Hispanoamérica y porcentaje de hispanoparlantes en los estados del continente americano cuya lengua oficial no es el español.
50%
20%
5%
30%
10%
2%

Existe una realidad lingüística singular en Estados Unidos, donde no hay ningún idioma reconocido como oficial a nivel nacional, debido al avance progresivo del bilingüismo, especialmente en ciudades cosmopolitas como Nueva York, Los Ángeles, Chicago, Miami, Houston, San Antonio, Denver, Baltimore y Seattle. En el estado de Nuevo México el español se utiliza incluso en la administración estatal, aunque ese estado no tiene ninguna lengua oficial establecida en la constitución. El español neomexicano se remonta a los tiempos de la colonización española en el siglo XVI y conserva numerosos arcaísmos. El español tiene una larga historia en los Estados Unidos, muchos estados, poblaciones y accidentes geográficos fueron nominados en ese idioma, y se ha fortalecido por la inmigración proveniente del resto de América. El español, además, es el segundo idioma más enseñado en el país. Estados Unidos es el segundo país con mayor número de hispanohablantes.
El español se ha vuelto importante en Brasil a causa de la proximidad y el comercio creciente con sus vecinos hispanoamericanos, especialmente como miembro de Mercosur. En 2005, el Congreso Nacional del Brasil aprobó el decreto, firmado por el presidente, conocido como ley del español, que lo ofrece como lengua de enseñanza en los colegios y liceos del país. En muchas ciudades fronterizas, especialmente con Argentina, Uruguay y Paraguay se habla una lengua mixta llamada portuñol.
El español no tiene reconocimiento oficial en Belice, antigua colonia británica. No obstante, de acuerdo a un censo del año 2000, el 52,1 % de la población habla el español "muy bien". Se habla principalmente por los descendientes hispanos que han habitado la región desde el siglo XVII. Sin embargo, el inglés permanece como la única lengua oficial.
En las Antillas Neerlandesas paralelas a la costa venezolana, solo en Aruba hay una gran cantidad de residentes hablantes del español, mientras que en las vecinas Curazao y Bonaire lo habla una minoría, a pesar de que la cercanía con Venezuela propicia que en las tres islas se reciba la señal de los canales de televisión de dicho país. Sin embargo, debido a los estrechos vínculos comerciales y la importancia del turismo hispanohablante en las islas, en los últimos años se introdujo la enseñanza básica obligatoria del castellano en las escuelas, aunque sin carácter oficial (las únicas lenguas oficiales de las Antillas Neerlandesas son el neerlandés y el papiamento). Otro país insular vecino de Venezuela, Trinidad y Tobago, ahora requiere que el español se enseñe en todos los centros de secundaria, habiéndolo designado en 2004 como Primera Lengua Extranjera (EPLE), una medida que se ha aplicado a partir de marzo de 2005.
Por último, el español no es el idioma oficial de Haití. Aunque su idioma oficial es el francés, el criollo haitiano es ampliamente hablado. Cerca de la frontera con la vecina República Dominicana el español básico es comprendido y hablado coloquialmente.